# Caius-Traian Dragomir
Caius-Traian Dragomir (n. 16 iulie 1939, Slatina, România – d. 20 septembrie 2024, București, România) a fost un diplomat și om politic român, care a candidat la președinția României în anul 1992. A fost un senator român în legislatura 1992-1996 ales în municipiul București pe listele partidului FSN. Caius-Traian Dragomir a demisionat pe data de 23 mai 1994 și a fost înlocuit de senatorul Dumitru Mugurel Cerăceanu.
Fiul Polixeniei (născută Negreanu), profesoară de menaj, și al lui Coriolan Dragomir, medic veterinar, a urmat Liceul „Radu Greceanu” din Slatina, absolvit în 1956, și cursurile Universității de Medicină din București, între 1957 și 1963. Face o carieră de medic și cercetător în domeniul medicinei: asistent universitar, șef de laborator la Institutul „Victor Babeș" din București (1971-1989), cercetător, director (din 1999) al aceleiași instituții, director general al Institutului „Ana Aslan", profesor de biopsihologie la Universitatea de Medicină și Farmacie „Carol Davila" din București (1995-1997). În 1971, obține titlul de doctor în științe medicale.
Între 1985 și 1987 a beneficiat de o bursă Fulbright pentru studii de filosofia științei la North Carolina University din Statele Unite. Participă la conferințe și simpozioane în străinătate. Este autorul a numeroase articole de specialitate, publicate în reviste internaționale. Din 1998 este membru al Academiei de Științe Medicale.
După 1990, desfășoară și o activitate politică și publică intensă: secretar de stat, șeful Departamentului de Informații Publice al Guvernului României (1991-1992), candidat independent la președinția României (1992), ambasador al României în Franța (1994-1997) și în Republica Elenă (din 2001), organizatorul unor simpozioane politice naționale (1992-1994), participant la manifestări politice internaționale, publicist și editorialist în principalele periodice românești. A fost decorat cu ordinul brazilian „Rio Branco" în grad de cavaler pentru dezvoltarea relațiilor culturale dintre Brazilia și România și cu Ordinul Național „Pentru Merit", în grad de ofițer.
Debutează în revista „Steaua", debutul editorial constituindu-l volumul de poezie Intimitatea verbului, apărut în 1981. A mai colaborat la „Luceafărul", „Convorbiri literare", „Viața românească", „Caiete critice", „România literară" etc. Din 1997, este redactor-șef al revistei „Viața românească".
Lucrarea Intimitatea verbului anunță un lirism reflexiv, retractil, livresc, abstractizant, de care autorul nu se va despărți nici în volumele următoare. Temele predilecte sunt destinul, dragostea, cunoașterea, adevărul, memoria, existența / inexistența, moartea, timpul/eternitatea, jertfa, idealul/realul, tăcerea/cuvintele, toate puse interogativ sub semnul principiului coincidenței contrariilor („Drumul în sus și drumul în jos, sunt unul și același?"). Poemele, multe cu o ritmică muzicală, chiar dacă sunt construite aparent eteroclit, au o logică sinuoasă, oscilând între afirmația și negația metaforică, fiind uneori discursive, cu o structură de tipul premise-concluzie, unde premisele iau forma unor povești-alegorii cu personaje simbolice, cu ambigue implicații livrești, biografice ori filosofice.
Tratat de tehnica renunțării (1982) cuprinde proză poetică: poeme în stil aforistic, variațiuni eseistice despre muzică și reverberațiile ei sufletești, „istorii", false povești-parabole abstracte cu personaje emblematice (filosoful și zeița). Scrisoarea lui Hipparc (1984) este un lung poem ermetic-filosofic în 12 capitole, un babilon livresc scris într-un limbaj abstract, neologic, în cadențe largi, amintind de sonurile peanilor antici. În volumul Pluralitate (1988) se remarcă al treilea ciclu de poeme, cu versuri scurte, distihuri ori terține, în care aceleași teme sunt tratate într-un limbaj care abandonează abstracția pură, optând pentru definiția metaforică.
Aspecte naturale (1989) propune un lirism mai degrabă evaziv, ambiguu, impresionist. Prozele poetice din ciclul Așteptare și hotărâre și lungul poem în proză Orlando, animat de un vizionarism febril, amintesc de un rimbaldian anotimp al „semnelor". Limbajul condensat, lirismul reflexiv, discursiv, retorica filosofic-livrescă rămân mărcile stilistice ale poemelor și prozelor poetice ale lui Dragomir. Odele morții și alte poeme (1991), volum de proză poetică organizat sub forma unui mozaic compus din scurte texte, este un arabesc impresionist-vizionar de imagini și reflecții.
Cele cinci volume de Eseuri (1992-1997), intitulate Psihologia libertății și psihologia sclaviei, Tranziția politică actuală, Corpul și spiritul indiscriminabile, Iosif și Ruben, Semnificație și valoare, abordează, dintr-o perspectivă interdisciplinară, istoria, religia, politica, morala, cultura, psihologia individului și cea colectivă, complexele naționale (românești în context comparat), în general metamorfozele sistemelor de semnificații umane. În autorul eseurilor conviețuiesc fertil medicul, psihologul, psihanalistul, omul de cultură, poetul, omul politic și publicistul.
Dragomir are o perspectivă enciclopedistă integratoare a dualismelor, o viziune care îmbină psihanaliza, platonismul și conștiința evoluției, a degradărilor și a scindării identității umane din diversele spații ale culturii și civilizației, propunând, de fiecare dată, un model soteriologic, o posibilă terapie.